# Piotr Boïtsov
Pour les articles homonymes, voir Boïtsov.
Piotr Samoïlovitch Boïtsov (en russe : Пётр Самойлович Бойцов), né le 1849 à Nijni-Novgorod, décédé après 1918 à Moscou, est un artiste russe, designer, architecte de l'éclectisme qui s'est spécialisé notamment dans la construction d'immeubles de style néogothique. Il a réalisé de telles constructions dans la région de Moscou, de Vladimir, de Kiev et de Nijni-Novgorod (dont le manoir de Vassili Pachkov à Vetochkino). Les détails de sa biographie sont peu connus.

## Réalisations

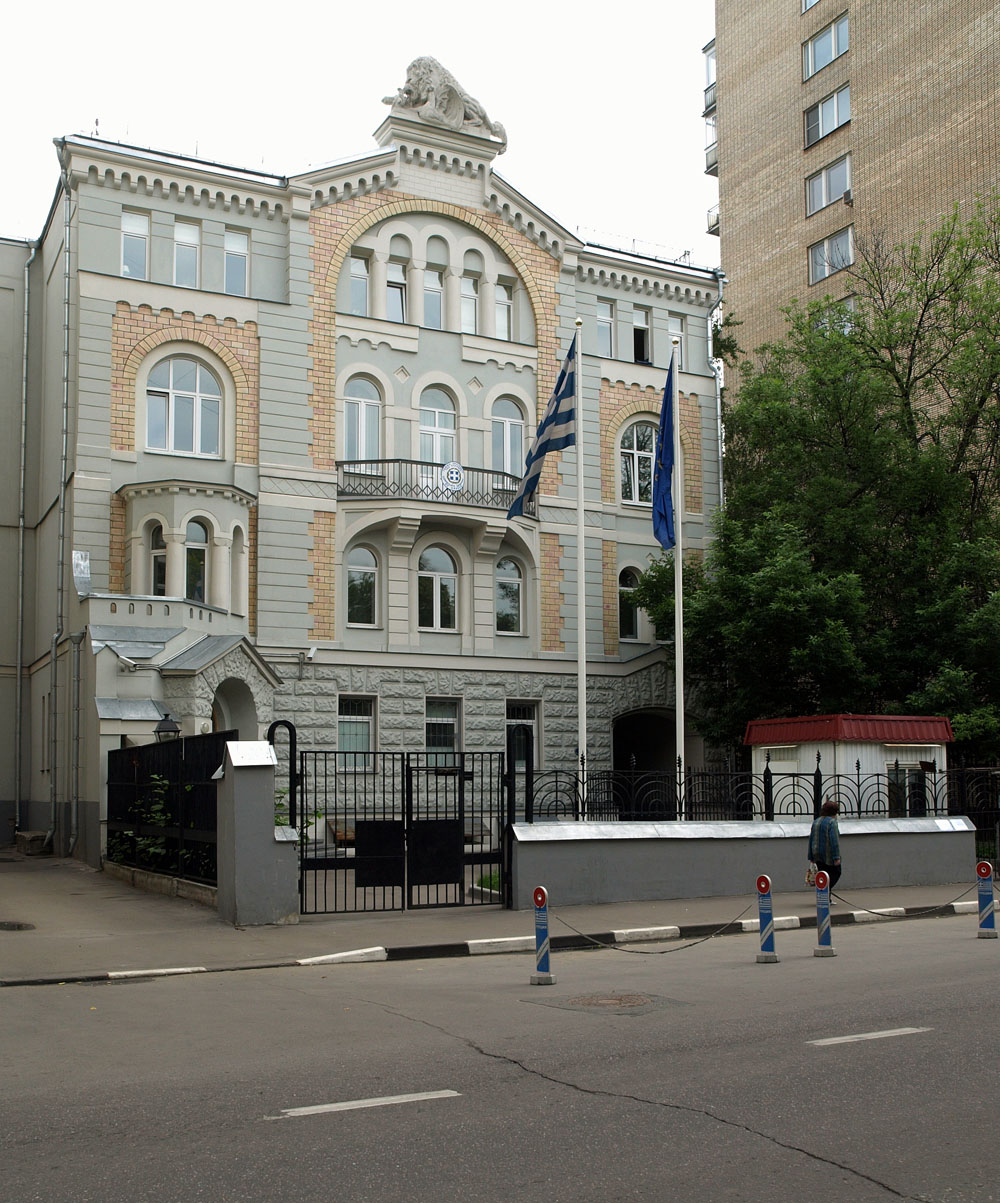
Moscou, rue Spiridonovka 14,
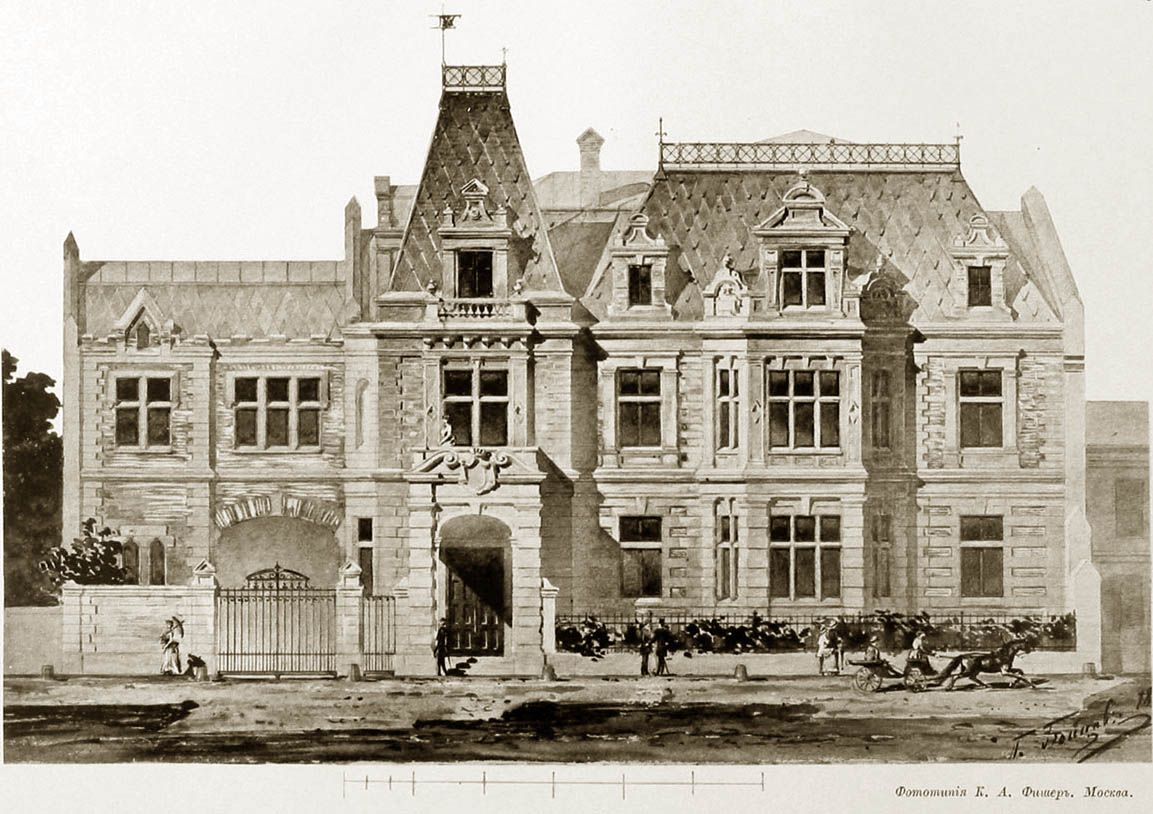
Moscou rue Povarskaïa 52, réalisé par Boïtsov
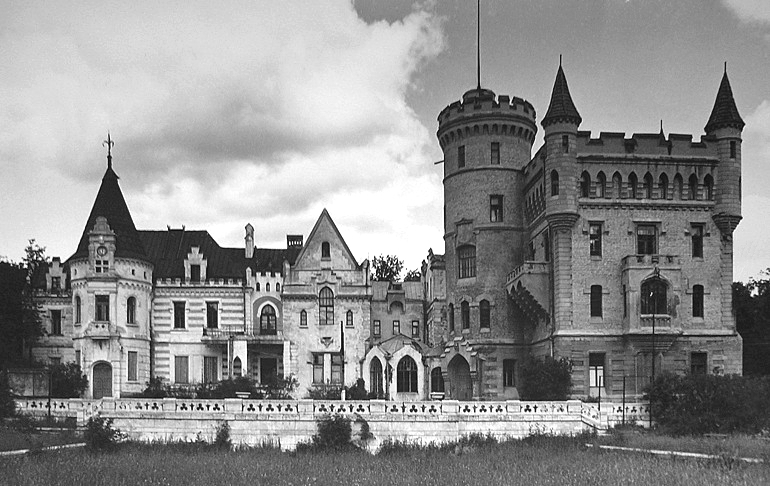
Château de Mouromtsevo
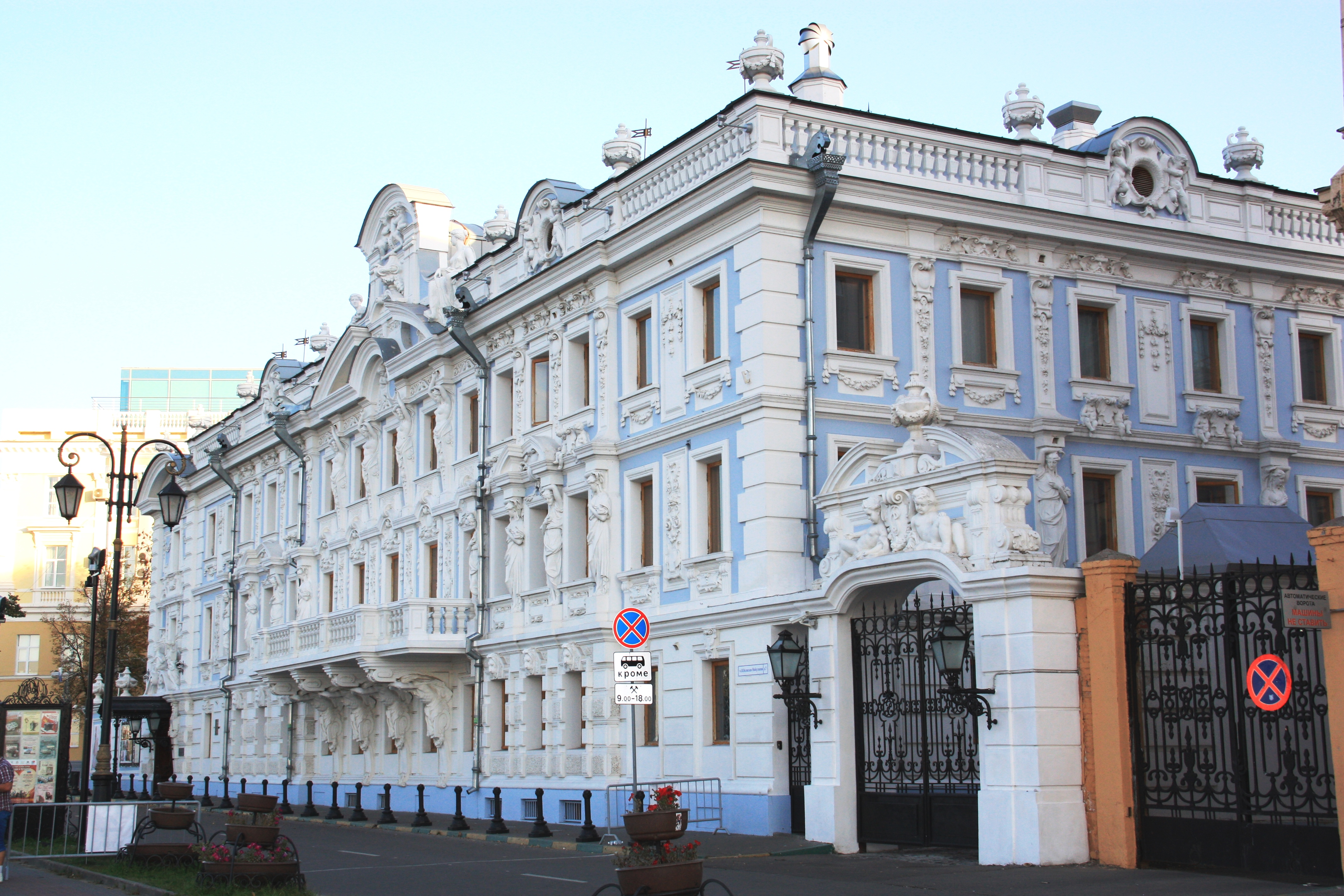
Hôtel particulier Roukavichnikov à Nijni Novgorod.